# Copa de Holanda de Ciclismo 2020
La 3.ª edición de la Copa de Holanda de Ciclismo de 2020 es una serie de carreras de ciclismo en ruta que se realizó en Holanda. Comenzó el 8 de marzo con la Dorpenomloop Rucphen y finalizó el 28 de junio con la Midden Brabant-Poort Omloop.
Forman parte de la clasificación todos los ciclistas profesionales de Holanda que hacen parte del UCI WorldTeam, UCI ProTeam y Continental estableciendo un sistema de puntuación en función de la posición conseguida en cada clásica y a partir de ahí se crea la clasificación.
La Copa consta de 4 carreras holandesas de un día en las categorías 1.2 del UCI Europe Tour 2020, excepto las que declinan estar en esta competición.

## Sistema de puntos
En cada carrera, los primeros 30 corredores ganan puntos y el corredor con la mayor cantidad de puntos en general es considerado el ganador de la Copa de Holanda. Se llevan a cabo clasificaciones separadas para los mejores jóvenes (sub-23) y el mejor equipo.

### Clasificación individual
| Posición | 1   | 2  | 3  | 4  | 5  | 6  | 7  | 8  | 9  | 10 | 11 | 12 | 13 | 14 | 15 | 16 | 17 | 18 | 19 | 20 |
| Puntos   | 100 | 80 | 70 | 60 | 50 | 40 | 36 | 32 | 30 | 28 | 26 | 24 | 22 | 20 | 18 | 16 | 14 | 13 | 12 | 11 |

### Clasificación de los jóvenes
| Posición | 1   | 2  | 3  | 4  | 5  | 6  | 7  | 8  | 9  | 10 |
| Puntos   | 100 | 80 | 70 | 60 | 50 | 40 | 36 | 32 | 30 | 28 |

### Clasificación por equipos
| Posición | 1  | 2  | 3  | 4  | 5  | 6  | 7  | 8  | 9  | 10 |
| Puntos   | 30 | 28 | 26 | 24 | 22 | 20 | 19 | 18 | 17 | 16 |

## Carreras puntuables
| Clasificación | Clasificación | Clasificación               | Clasificación                       | Clasificación                       | Clasificación                        | Clasificación                         |
| Pos.          | Fecha         | Carrera                     | Ganador                             | Equipo                              | Líder de la clasificación individual | Líder de la clasificación por equipos |
| ------------- | ------------- | --------------------------- | ----------------------------------- | ----------------------------------- | ------------------------------------ | ------------------------------------- |
| 1.º           | 8 de marzo    | Dorpenomloop Rucphen        | David Dekker                        | SEG Racing Academy                  | David Dekker                         | SEG Racing Academy                    |
| 2.º           | 18 de abril   | Memorial Arno Wallaard      | Anulada por la Pandemia de COVID-19 | Anulada por la Pandemia de COVID-19 | Anulada por la Pandemia de COVID-19  | Anulada por la Pandemia de COVID-19   |
| 3.º           | 2 de mayo     | Tour de Overijssel          | Anulada por la Pandemia de COVID-19 | Anulada por la Pandemia de COVID-19 | Anulada por la Pandemia de COVID-19  | Anulada por la Pandemia de COVID-19   |
| 4.º           | 28 de junio   | Midden Brabant-Poort Omloop | Anulada por la Pandemia de COVID-19 | Anulada por la Pandemia de COVID-19 | Anulada por la Pandemia de COVID-19  | Anulada por la Pandemia de COVID-19   |

## Clasificaciones Finales
Clasificaciones finales hasta la última carrera 

### Individual
| Posición | Ciclista          | Equipo                | Puntos |
| -------- | ----------------- | --------------------- | ------ |
| 1.º      | David Dekker      | SEG Racing Academy    | 100    |
| 2.º      | Brenton Jones     | Canyon DHB p/b Soreen | 80     |
| 3.º      | Matthew Bostock   | Canyon DHB p/b Soreen | 70     |
| 4.º      | Maxime De Poorter | Tarteletto-Isorex     | 60     |
| 5.º      | Bas van der Kooij | BEAT Cycling Club     | 50     |